# Thomas Friedman
Thomas Lauren Friedman (* 20. července 1953) je americký novinář a spisovatel literatury faktu, trojnásobný laureát Pulitzerovy ceny.
Má pravidelný sloupek v deníku New York Times, věnuje se zahraniční politice, otázkám blízkého východu či globalizaci. Jeho novinářský styl je velmi literární a metaforický, velmi vhodný k sestavování článků do knih, které se v USA stávají bestsellery. Globalizaci jsou věnovány jeho knihy The Lexus and the Olive Tree či The World Is Flat. Především terorismu pak kniha Longitudes and Attitudes. Kniha Hot, Flat, and Crowded je věnována otázkám životního prostředí. Zřejmě nejznámější je jeho kniha reportáží z blízkého východu From Beirut to Jerusalem. Časopis Foreign Policy ho roku 2005 označil za 16. nejvlivnějšího intelektuála na světě (roku 2007 poklesl v žebříčku na 40. místo).

## Biografie
Narodil se v židovské rodině, v satelitním městečku u Minneapolis v Minnesotě. V 60. letech žil tři roky v izraelském kibucu Ha-Chotrim nedaleko Haify. V roce 1975 vystudoval na Brandeisově univerzitě mezinárodní studia se specializací na středomořskou oblast, roku 2006 tamtéž vystudoval ekonomii, později též blízkovýchodní studia na Oxfordu. Zde ho ovlivnil profesor Albert Hourani. V letech 1979–1981 byl zpravodajem tiskové agentury United Press International v Bejrútu, během občanské války. Roku 1981 nastoupil do New York Times. Ten ho do Libanonu vyslal znovu roku 1982 po zahájení invaze Izraele na jih Libanonu. Za reportáže o masakrech v táborech Šabra a Šatíla získal svou první Pulitzerovu cenu. V letech 1984–1988 byl zpravodajem v Jeruzalémě. Za reportáže o první palestinské intifádě získal roku 1988 svou druhou Pulitzerovu cenu. O rok později získal za knihu From Beirut to Jerusalem National Book Award v oblasti literatury faktu. V letech 1989–1992 pracoval v administrativě George Bushe staršího v Bílém domě. Po nástupu Billa Clintona roku 1992 se stal zpravodajem z Bílého domu znovu pro New York Times, od roku 1994 pak jeho komentátorem s vlastním pravidelným sloupkem. Za své komentáře především z oblasti ekonomiky a zahraniční politiky získal roku 2002 potřetí Pulitzerovu cenu.

### Postoje a názory
Navázal blízké vztahy se saúdským králem Abdalláhem ibn Abd al-Azízem a měl velký vliv na jeho vstup do mírového procesu mezi Araby a Izraelem. Friedman podporoval bombardování Jugoslávie roku 1999 i válku v Iráku roku 2003. Po roce 2010 se stal silným kritikem izraelské zahraniční politiky a zejména premiéra Benjamina Netanjahua. Známá je též jeho podpora Číny, kterou dle něj vede „skupina osvícených lidí“.

### České překlady
- Horký, zploštělý a přelidněný: proč potřebujeme zelenou revoluci, Praha, Academia 2010.
- Svět je plochý: stručné dějiny jedenadvacátého století, Praha, Academia 2007.